# Enzo Díaz
Enzo Hernán Díaz (ur. 7 grudnia 1995 w Las Toscas) – argentyński piłkarz występujący na pozycji lewego obrońcy, od 2023 roku zawodnik River Plate.